# Ключенка
Ключенка — река в России, протекает по Любытинскому району Новгородской области. Устье реки находится в 4,5 км по левому берегу реки Отня. Длина реки составляет 15 км.
У истоков реки стоит деревня Ключёнка Любытинского сельского поселения.

## Данные водного реестра
По данным государственного водного реестра России относится к Балтийскому бассейновому округу, водохозяйственный участок реки — Мста без реки Шлина от истока до Вышневолоцкого, речной подбассейн реки — Волхов. Относится к речному бассейну реки Нева (включая бассейны рек Онежского и Ладожского озера).
Код объекта в государственном водном реестре — 01040200212102000021206.